# Вулиця Гашека (Львів)
Вулиця Ярослава Гашека — вулиця у Сихівському районі міста Львова, в місцевості Боднарівка. Розташована паралельно до вулиці Стрийської, сполучає вулиці Скорини та Максимовича.

## Історія та забудова
Вулиця виникла у 1950-х роках. У 1958 році вона отримала назву Броньова, через розташований неподалік львівський бронетанковий завод. У 1970-х роках мала неофіційну назву «бульвару Вареннікова», на честь радянського генерала Валентина Вареннікова, тогочасного командувача Прикарпатським військовим округом, адже в околицях вулиці селилися переважно військові та працівники бронетанкового заводу.
Сучасну назву вулиця має з 1993 року, на пошану чеського письменника Ярослава Гашека.

## Забудова
Забудова вулиці почалася 1957 року, коли її початок забудували типовими двоповерховими будинками барачного типу для потреб працівників державного підприємства «Львівський бронетанковий ремонтний завод». Друга половина вулиці, від № 15 з непарного боку та від № 20 з парного, забудована п'ятиповерхівками 1960-х років. 8 липня 2011 року на засіданні виконавчого комітету Львівської міської ради прийняли рішення про прийом-передачу від державного підприємства «Львівський бронетанковий ремонтний завод» у власність територіальної громади міста Львова відомчих житлових будинків № 1—12, 14, 16, 18.
№ 2а — Львівський державний онкологічний регіональний лікувально-діагностичний центр. Історія онкоцентру бере свій початок від 1946 року, коли у приміщенні колишньої жіночої гімназії імені королеви Ядвіги, що на тодішній вул. Пушкіна (нині — вулиця Чупринки), 45 за прикладом радянської системи охорони здоров'я було організовано протираковий диспансер. 1948 року при онкодиспансері було відкрито стаціонар, але вже в будівлі колишнього Українського товариства допомоги інвалідам, що на тодішній вул. Пушкіна (нині — вулиця Чупринки), 48. Оскільки товариство утримувало шпиталь, то будинок був пристосований до розгортання ліжкової мережі. У цій будівлі установа перебувала до середини 1960-х років, відколи була переведена у будівлю на тодішній вул. Карла Маркса (нині — вулиця Єфремова), 59, де до 2019 року розташовувалося поліклінічне відділення онкоцентру.
На початку функціонування онкодиспансер очолювали В. Кельман, О. Розуменко, В. Крамчанінова. У 1954—1981 роках посаду головного лікаря установи обіймав Анатолій Іванович Сек. За його каденції у 1965 році був успішно реалізований проєкт будівництва стаціонарного відділення на тодішній вулиці Броньовій (нині — вулиці Гашека). Комплекс споруд був розрахований на 130 ліжок. В окремій будівлі розташовувалася гістологічна лабораторія. Для радіологічного відділення було оснащено окремий блок приміщень із відповідним протирадіаційним захистом. У 1997 році онкологічний диспансер отримав статус регіонального онкологічного центру. У 2003 році було завершено будівництво нового, обладнаного сучасною апаратурою корпусу онкоцентру. В приміщенні онкоцентру міститься також кафедра онкології і радіології факультету післядипломної освіти ЛНМУ імені Данила Галицького.
№ 13 — Львівська середня загальноосвітня школа № 32.
№ 15 — п'ятиповерховий житловий будинок 1960-х років. Одне з приміщень першого поверху займає ЛКП «Бондарівка».
№ 15а — п'ятиповерховий житловий будинок 1960-х років. На першому поверсі будинку містяться аптечна крамниця мережі аптек «Подорожник», солярій та продуктова крамниця.
№ 17 — п'ятиповерховий житловий будинок 1960-х років. На першому поверсі будинку містяться супермаркет «Наш Край», крамниці електротоварів, будівельних матеріалів, крамниця парфумерії та косметики «Watsons», а також салон краси «Астері» та медична лабораторія «Ескулаб». 
№ 18а — одноповерховий будинок, в якому міститься медичний центр «Вітар Н».